# Pseudomys calabyi
Pseudomys calabyi es una especie de roedor de la familia Muridae.
Construyen montículos de pedregullo alrededor de sus nidos, lo cual juega un papel importante en su vida social.
Se encuentra sólo en Australia.